# Pavel Rostovtsev
Pavel Aleksandrovitsj Rostovtsev (Russisch: Павел Александрович Ростовцев) (Vladimir, 21 september 1971) is een Russisch biatleet.
Pavel Rostovtsev behaalde zijn eerste grote succes in het biatlon in 1999, toen hij in Kontiolahti met de Russische estafetteploeg de zilveren medaille wist te winnen. Het jaar daarop werd diezelfde estafettemedaille omgezet in een gouden plak, waarmee hij voor het eerst in zijn carrière wereldkampioen werd. Tijdens datzelfde toernooi in Oslo won hij nog drie zilveren medailles, op de sprint, de achtervolging en de massastart.
In 2001 lukte het niet met de estafetteploeg, maar sloeg Rostovtsev wel individueel toe. Zowel op de 10 kilometer sprint als de 12,5 kilometer achtervolging wist hij in Pokljuka beslag te leggen op het goud en daarmee de wereldtitel. In 2002 verloor hij die titels weer en won hij zelfs geen enkele medaille. Wel werd hij in dat jaar tweede in de stand om de Wereldbeker. In 2003 en 2005 behaalde hij als onderdeel van het estafetteteam de zilveren medaille.
Op olympisch niveau wilde het nooit echt vlotten voor Rostovtsev, totdat hij tijdens de Olympische Winterspelen 2006 deel uitmaakte van de Russische estafetteploeg. Met deze ploeg, verder bestaande uit Sergej Tsjepikov, Ivan Tsjerezov en Nikolaj Kroeglov, eindigde de ploeg op ruime afstand van Duitsland als tweede, met nog een ruime voorsprong op Frankrijk dat als derde eindigde.